# Buzza di Biasca

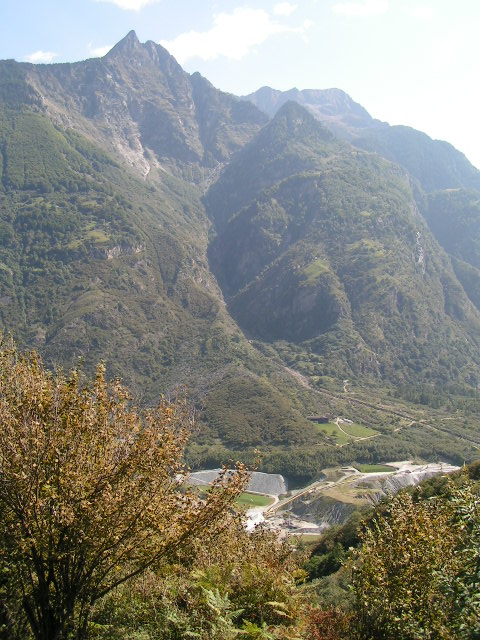
Abbruchstelle am Pizzo Magn und Gerölldamm

Die Buzza di Biasca war eine Naturkatastrophe, die im Jahr 1512 oder 1513 die Ortschaften Malvaglia, Semione und Loderio im späteren Schweizer Kanton Tessin betraf und 1515 das ganze obere Tessin verwüstete. Sie forderte Hunderte von Todesopfern.
Am 30. September 1512 oder 1513 löste sich ein riesiger Bergsturz von der Westflanke des Pizzo Magn, früher Monte Crenone genannt, oberhalb des Dorfs Biasca. Er versperrte mit einem über 60 Meter hohen Damm aus Geröllmassen das Bleniotal und staute den Brenno. Innert anderthalb Jahren entstand ein fünf Kilometer langer See, der Lago di Malvaglia, mit einer Wassermenge von 200 Millionen Kubikmeter, der das Dorf Malvaglia bis auf die halbe Höhe des Kirchturms vollständig unter Wasser setzte. Die umliegenden Weiler, Felder und Rebberge wurden ebenfalls überflutet.

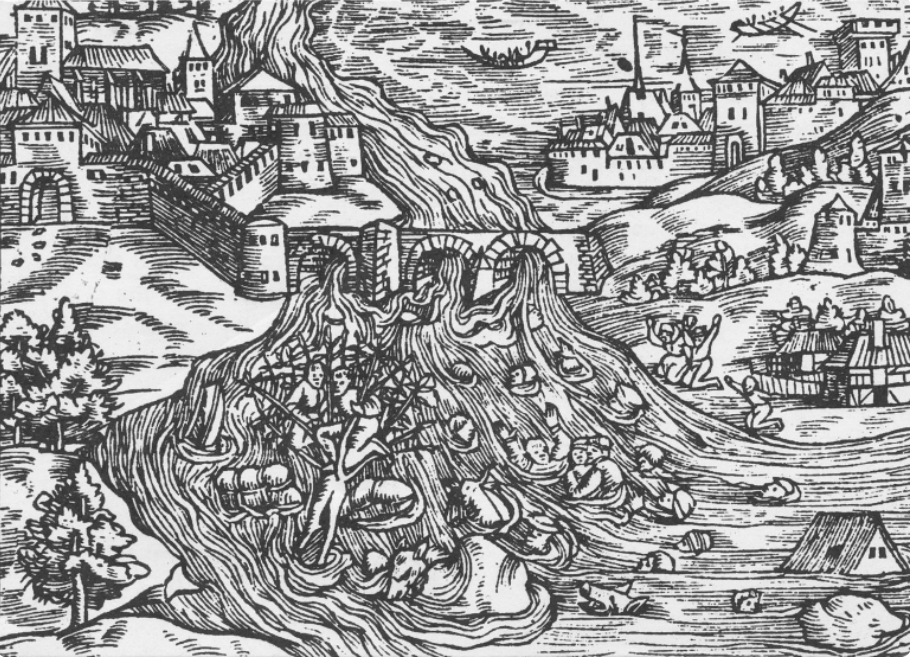
Flutwelle in Bellinzona in der Chronik von Johannes Stumpf

Am 20. Mai 1515 brach der Damm. Die sich ins Tal ergiessenden Wassermassen überschwemmten die Region von Bellinzona und die Magadinoebene. Zahlreiche Menschen verloren ihr Leben, und die Schäden waren enorm. Zerstört wurde u. a. die Torrettabrücke in Bellinzona (1487 im Auftrag der Sforza-Herzöge errichtet) sowie Teile der Mauer, welche die Brücke mit den Burgen verband. Der Verkehr zwischen den beiden Ufern des Ticino bis zum Lago Maggiore war und blieb damit während Jahrhunderten unterbrochen.
Die Bevölkerung Biascas beschuldigte die Bewohner Malvaglias, sich durch Zauberei vom aufgestauten See befreit zu haben. Im Prozess von 1517 wurden die Bewohner Malvaglias von jeglicher Schuld freigesprochen, doch blieben Zweifel und Verdächtigungen lange Zeit bestehen.
Ein Teil des Geländes der Buzza di Biasca wurde mit dem Aushubmaterial des Gotthard-Basistunnels renaturiert.
Der Ausdruck buzza bezeichnet im lombardischen Dialekt das bei einer Naturkatastrophe aus einem Flussbett angeschwemmte und abgelagerte Material.